# Никифоров мир
Никифоровият мир (на латински: Pax Nicephori) е периодът на мирни отношения установили между Византийската и Франкската империя, установени с мирния договор между императорите Никифор I и Карл Велики през 803 година и доразвити с договорите между техните наследници през 811 и 814 година. Текстът на тези договори не е запазен, но се смята, че с тях двете страни уточняват границите помежду си, най-вече в района на Адриатическо море и Византия признава Франкската империя за легитимен наследник на Римската империя в Западна Европа.